# Tiago Santos
Tiago Carvalho Santos (* 23. Juli 2002 in Lissabon) ist ein portugiesischer Fußballspieler, der bei OSC Lille unter Vertrag steht.

## Karriere

### Verein
Santos begann seine fußballerische Ausbildung bei Sporting Lissabon. Im Sommer 2017 wechselte er zu AD Oeiras und ein Jahr später zu SD Sacavenese. 2019 kehrte er in die Jugendakademie Sportings zurück. In der Saison 2020/21 spielte er bereits sechsmal für die U23-Mannschaft der Hauptstädter. Im Januar 2022 wechselte er nach weiteren Einsätzen zu GD Estoril Praia. 2021/22 wurde er mit der neuen Mannschaft U23-Meister, wobei er im letzten Spiel mit einem Tor und zwei Vorlagen den Titel sicherte. Zudem gewann er mit dem Team den Pokal der U23-Mannschaften. Im Sommer 2022 avancierte er in die Profimannschaft. Am dritten Spieltag der Saison 2022/23 stand er gegen den Rio Ave FC über die vollen 90 Minuten auf dem Platz, debütierte im Profibereich und legte direkt ein Tor vor. Insgesamt spielte er 2022/23 30 Spiele, legte sechs Treffer auf und war somit in seiner ersten Profispielzeit direkt Stammspieler. Im April 2023 wurde er zum besten Jugendspieler der Primeira Liga gewählt. Nach der Saison wurde ein Wechsel zu Benfica Lissabon vereinsseitig schon akzeptiert, jedoch wurde bei dem Wechsel von Sporting zu Estoril eine „Anri-Rivalen“-Klausel eingebaut. Demnach würde GD Estoril Praia Sporting Lissabon 20 Millionen Euro schulden, wenn Santos an Benfica oder den FC Porto verkauft werden würde. Daraufhin scheiterte der Wechsel.
Im Sommer 2023 wechselte er daraufhin nach Frankreich in die Ligue 1 zum OSC Lille, die sechseinhalb Millionen Euro zahlten. Hier debütierte er am ersten Spieltag über 90 Minuten bei einem 1:1-Unentschieden gegen den OGC Nizza in der Ligue 1. Am ersten Spieltag der Conference League kam er auch zu seinem internationalen Debüt gegen den NK Olimpija Ljubljana, als Lille 2:0 gewann.

### Nationalmannschaft
Seit September 2023 kommt Santos regelmäßig zu Einsätzen für die U21-Nationalmannschaft Portugals.

## Erfolge
GD Estoril Praia
- Portugiesischer U23-Meister: 2022
- Portugiesischer U23-Pokalsieger: 2022